# Lazarus Adler
Lazar(us) Levi Adler (geboren am 10. November 1810 in Unsleben, Rhön; gestorben am 5. Januar 1886 in Wiesbaden) war Landesrabbiner von Hessen-Nassau und Schriftsteller.

## Leben
Er war der Sohn des Lehrers Naftali Hirsch Adler ha-Kohen, eines emeritierten kurhessischen Landesrabbiners, und der Deila 
Rosenberg.
Adler studierte fünf Jahre lang den Talmud an der Jeschiwa des Rabbi Hirsch Kunreuter in Gelnhausen. 1824 ging er an die Jeschiwa von Oberrabbiner Abraham Bing in Würzburg und erhielt Privatunterricht in den Gymnasialfächern. 1830 absolvierte er die Reifeprüfung als Externer. Danach studierte er an der Universität Würzburg insbesondere bei Johann Jakob Wagner (1775–1841). Im Wintersemester 1832/33 studierte er an der Universität München und dann an der Universität Erlangen, wo er am 17. Dezember 1833 zum Dr. phil. promoviert wurde. 
Danach wurde er in Unsleben Assistent seines Vaters. Er legte die Staatsprüfung ab. 1836 nahm er an der Würzburger Kreissynode teil. Im März 1838 gehörte er zu den Unterzeichnern der Münchner Petition von 17 stellungslosen Rabbinatskandidaten.
Von März 1840 bis 1852 war Adler Rabbiner des Distriktsrabbinats Bad Kissingen für Bad Kissingen und 23 Landgemeinden mit insgesamt 2467 Mitgliedern. Im Jahre 1852 wurde er zum Rabbiner sowohl in Mainz als auch in Kassel gewählt. Er entschied sich für Kassel und war er ab 1852 Landesrabbiner in Kurhessen, der späteren preußischen Provinz Hessen-Nassau mit Sitz in Kassel, wo er hohes Ansehen genoss. Als Landesrabbiner war er Mitglied der „Alliance Israélite Universelle“. Im Jahre 1884 ging er in den Ruhestand. 
Adler wird zum gemäßigten Reformjudentum gerechnet. Er war Mitglied der Deutschen Morgenländischen Gesellschaft. Im Jahre 1868 war er Gastgeber der Rabbiner-Versammlung in Kassel. Er nahm an den Reformsynoden in Leipzig (1869) und Augsburg (1871) teil.
Adler war mit Berta Sander (geboren 1827 in Sommerhausen) verheiratet. Er starb in Wiesbaden und ist auf dem dortigen jüdischen Friedhof „Schöne Aussicht“ beigesetzt (Reihe 18 Nr. 6).

## Veröffentlichungen (Auswahl)
- De philosophia in libro Iobi effulgente cum adiecta disquisitione de auctore aetateque huius libri. Dissertation Erlangen 1833.
- Berichte aus München über Rabbinatskandidaten und Rabbiner in Bayern in: Allgemeine Zeitung des Judenthums. Ein unpartheiisches Organ für alles jüdische Interesse. Hrsg. von Dr. Ludwig Philippson, Leipzig 1837, S. 224, 450f.
- Als Herausgeber: Die Synagoge. Eine jüdisch-religiöse Zeitschrift zur Belehrung und Erbauung für Israeliten. 1838.
- Welchen Einfluss soll die allg. Landestrauer auf die Gesinnungen und Handlungen der Landeskinder haben? Eine Predigt bei dem in der Synagoge zu Kissingen am 19. Dec. 1841 stattgefundenen Trauer-Gottesdienst für die höchstselige Königin Witwe F. W. Caroline von Bayern.Würzburg 1841.
- Gutachten zugunsten Abraham Geigers, 23. November 1842, in: Rabbinische Gutachten über die Verträglichkeit der freien Forschung mit dem Rabbineramte. Band II, Breslau 1843, S. 70–82.
- Verhandlungen der isralitischen Kreis-Synode zu Würzburg im Jahre 1836. In: David Fränkel (Hrsg.): Sulamith. Zeitschrift zur Beförderung der Kultur und Humanität unter der jüdischen Nation. Jahrgang VIII, Heft 2, Leipzig 1843, S. 19–23  (Digitalisat bei Compact Memory).
- Die bürgerliche Stellung der Juden in Baiern. Ein Memorandum an die Abgeordneten-Kammer. Verlag Weiß, München 1846.
- Deutsches Lesebuch für israelitische Schulen. Kassel 1864.
- Die Hauptlehren der jüdische Religion. Ein kurzgefaßter Leitfaden für den Confirmanden-Unterricht. 1872.
- Hillel und Schamai, oder, Die conservative Reform und der stabile Conservatismus: Eine Friedensstimme an die Gemeinden Israels und ihre Führer. Straßburg 1878.